# رافاييل مورينو فالي روزاس
رافاييل مورينو فالي روزاس (بالإسبانية: Rafael Moreno Valle)‏ هو سياسي مكسيكي، ولد في 30 يونيو 1968 في مدينة بويبلا في المكسيك، وتوفي في 24 ديسمبر 2018 في المكسيك. حزبياً، نشط في حزب العمل الوطني. وقد انتخب عضو مجلس الشيوخ من المكسيك وانتخب عضو مجلس النواب المكسيك.